# Icacina oliviformis

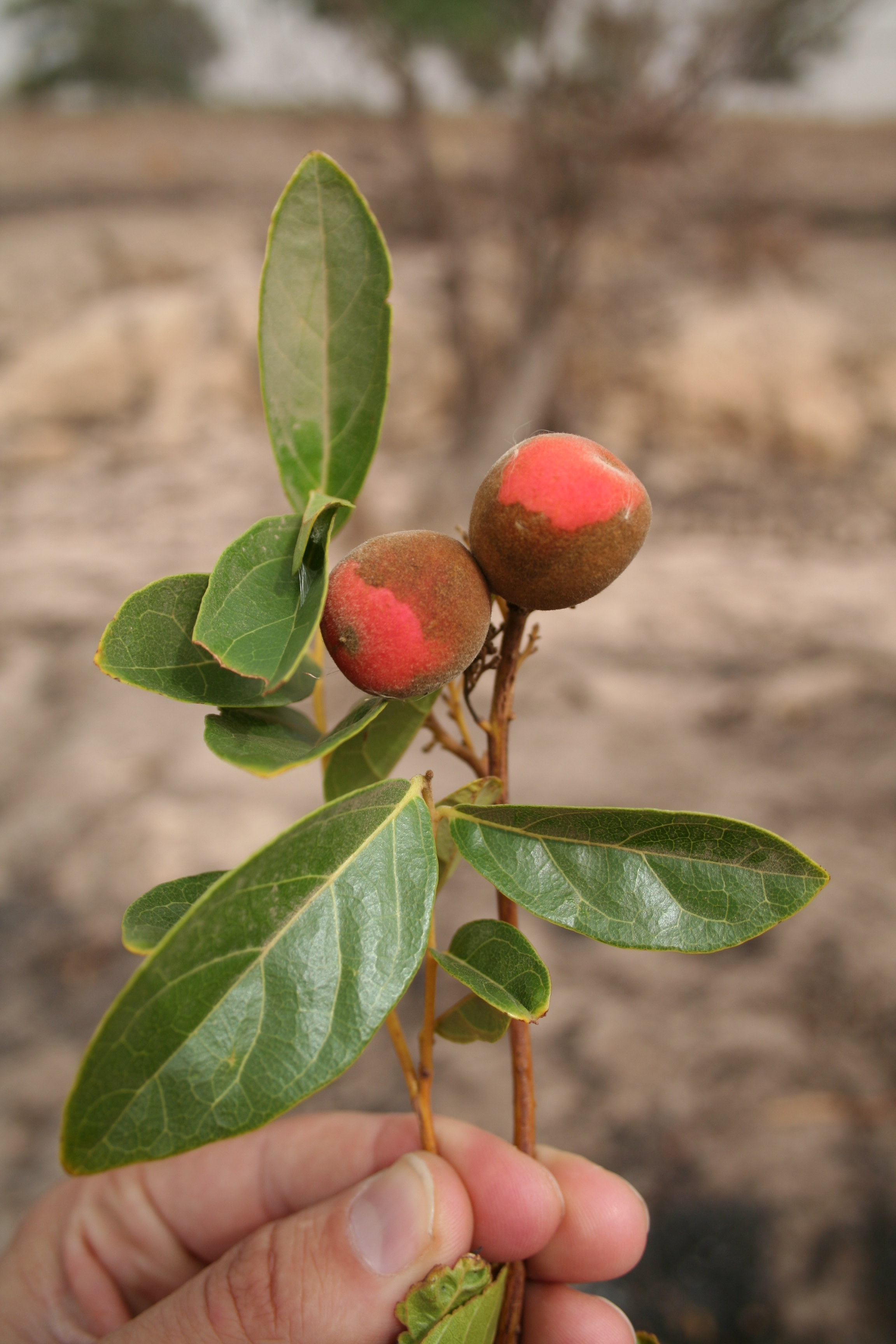
Früchte und Blätter

Icacina oliviformis ist eine Pflanzenart in der Familie der Icacinaceae aus West- bis nach Zentralafrika und in den Sudan.

## Beschreibung
Icacina oliviformis wächst als aufrechter oder kletternder, fast kahler und trockenheitsresistenter Strauch bis zu etwa 1 Meter hoch. Es werden große Wurzelknollen mit teils tiefer Pfahlwurzel und langen Ausläufern gebildet. Aus den mehrere (bis über 50) Kilogramm schweren, 30–50 Zentimeter großen Knollen können teils bis zu mehrere hundert, bis etwa 1 Meter lange Stämme erscheinen, normal sind etwa 30. Wobei dann nicht alle Stämme gleichzeitig Blüten ausbilden. Es gibt auch nicht blühenden Individuen, mit viel weniger Stämmen und viel kleineren Wurzeln. Die Pflanze ist sehr widerstandsfähig und wird schnell zum Unkraut.
Die einfachen und wechselständigen, kurz gestielten Laubblätter sind kahl. Sie sind 6–10 Zentimeter lang und 4–8 Zentimeter breit, ganzrandig, rundspitzig bis spitz und eiförmig bis verkehrt-eiförmig oder elliptisch, lanzettlich. Der kurze Blattstiel ist bis 6 Millimeter lang.
Es werden end- oder achselständige, zusammengesetzte, zymöse Blütenstände mit schirmrispigen Gruppen gebildet.
Die kleinen, cremefarbenen und duftenden, kurz gestielten Blüten sind fünfzählig mit doppelter Blütenhülle. Der sehr kleine, becherförmige Kelch mit kurzen, klappigen und dreieckigen Zipfeln ist außen fein seidig behaart. Die eilanzettlichen, zurückgelegten und freien Petalen sind bis 7 Millimeter lang und innen, basal teils wollig und außen teils fein seidig behaart. Die 5 freien, alternipetalen Staubblätter sind etwa so lang wie die Petalen. Der oberständige Fruchtknoten ist dicht seidig behaart. Der schlanke Griffel, mit minimaler Narbe, ist etwa so lang wie die Staubblätter.
Es werden rundliche und orange bis rötlich-orange, meist einsamige, etwa 2,5–3,5 Zentimeter große, fein seidig behaarte, pfirsichartige Steinfrüchte mit einem großen Steinkern gebildet.

## Verwendung
Die süßen Früchte mit gelatinösem Fruchtfleisch sind essbar.
Die bitteren, leicht giftigen, gummiharzhaltigen und fibrösen Wurzelknollen werden in Notzeiten gegessen. Sie müssen aber mehrere Tage gut vorgewässert werden, um die Giftstoffe zu entfernen. Teilweise werden sie sogar kultiviert.
Die leicht giftigen Samenkerne werden in Notzeiten zu Mehl verarbeitet und gegessen. Sie müssen aber eine Woche lang mit täglichem Wasserwechsel eingeweicht, dann 2 Tage in der Sonne getrocknet und schließlich zu Mehl gemahlen werden.
Die Blätter, Wurzeln und Zweige werden medizinisch verwendet. Die Blätter sind für Schafe giftig.